# Бергольц (Франция)
Берго́льц (фр. Bergholtz) — коммуна на северо-востоке Франции в регионе Гранд-Эст (бывший Эльзас — Шампань — Арденны — Лотарингия), департамент Верхний Рейн, округ Тан — Гебвиллер, кантон Гебвиллер.
Площадь коммуны — 4,24 км², население — 1055 человек (2006) с тенденцией к стабилизации: 1063 человека (2012), плотность населения — 250,7 чел/км².

## Население
Численность населения коммуны в 2011 году составляла 1072 человека, а в 2012 году — 1063 человека.
| 1962 | 1968 | 1975 | 1982 | 1990 | 1999 | 2006 | 2008 | 2011 | 2012 |
| ---- | ---- | ---- | ---- | ---- | ---- | ---- | ---- | ---- | ---- |
| 543  | 567  | 526  | 834  | 920  | 1008 | 1055 | 1068 | 1072 | 1063 |

Динамика населения:

## Экономика
В 2010 году из 730 человек трудоспособного возраста (от 15 до 64 лет) 529 были экономически активными, 201 — неактивными (показатель активности 72,5 %, в 1999 году — 73,4 %). Из 529 активных трудоспособных жителей работали 502 человека (257 мужчин и 245 женщин), 27 числились безработными (12 мужчин и 15 женщин). Среди 201 трудоспособных неактивных граждан 57 были учениками либо студентами, 109 — пенсионерами, а ещё 35 — были неактивны в силу других причин.
На протяжении 2011 года в коммуне числилось 430 облагаемых налогом домохозяйств, в которых проживало 1086,5 человек. При этом медиана доходов составила 22790 евро на одного налогоплательщика.

## Достопримечательности (фотогалерея)

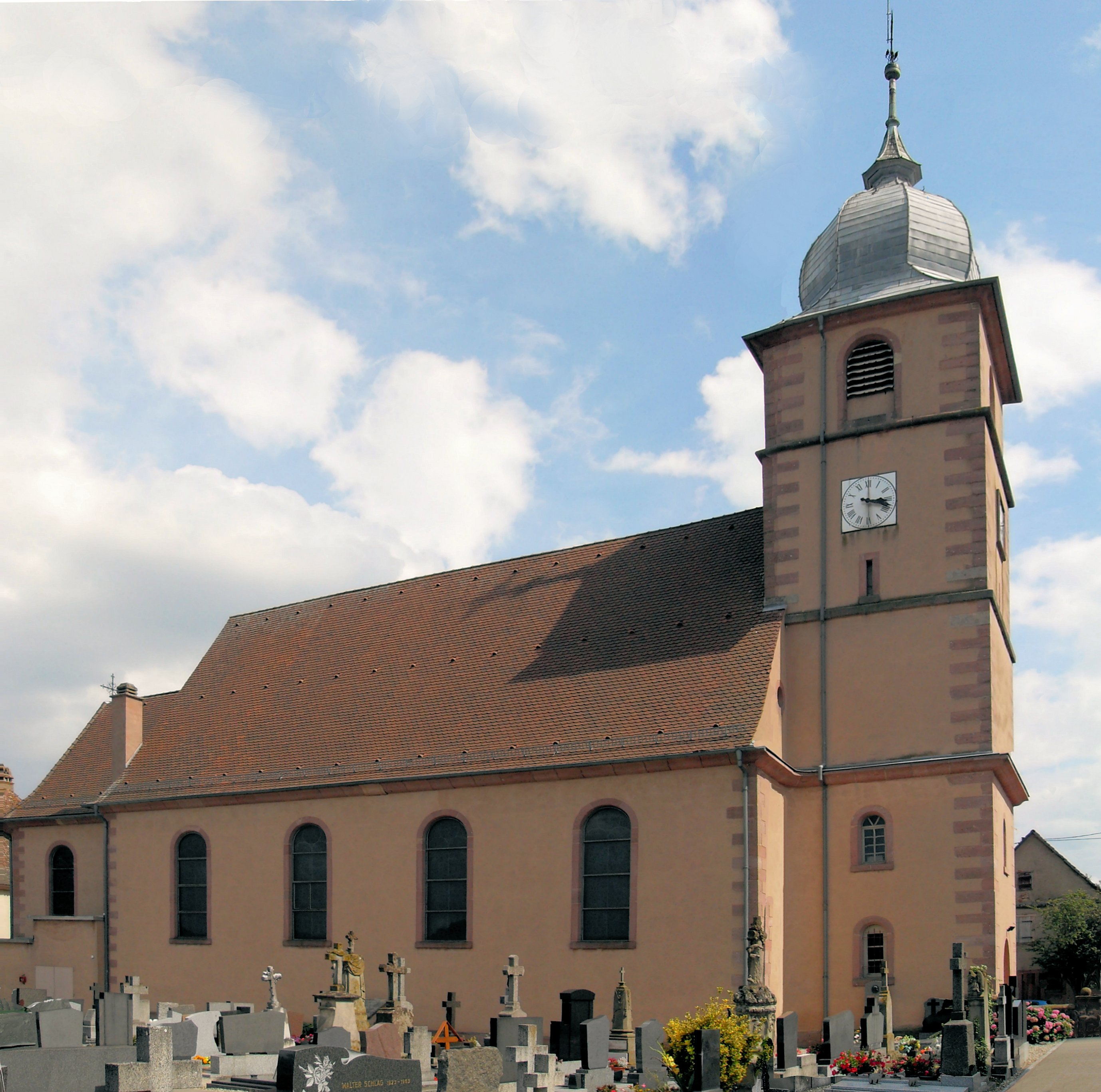
Часовня Сент-Гал
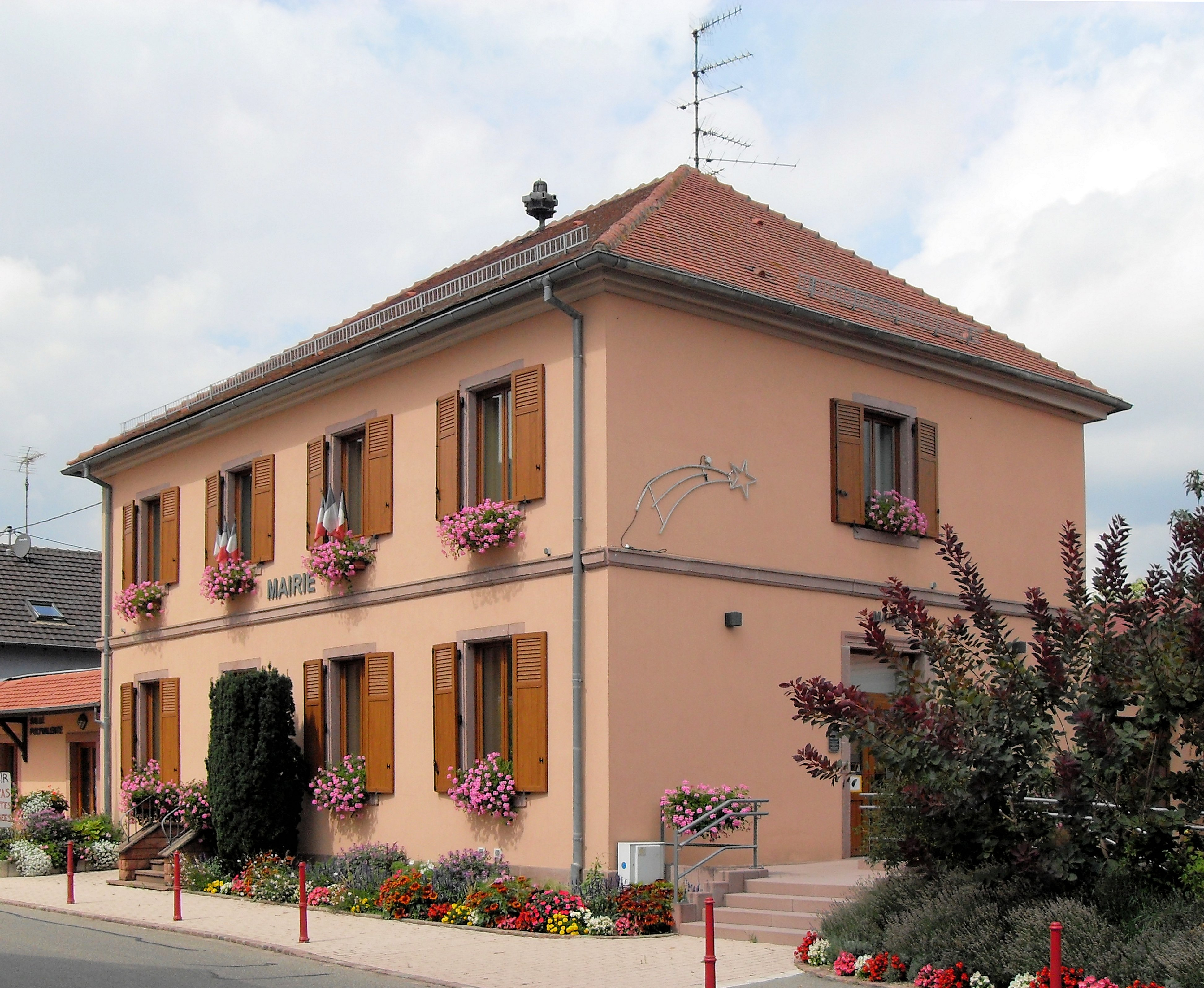
Здание мэрии